# Thủy tinh borosilicat

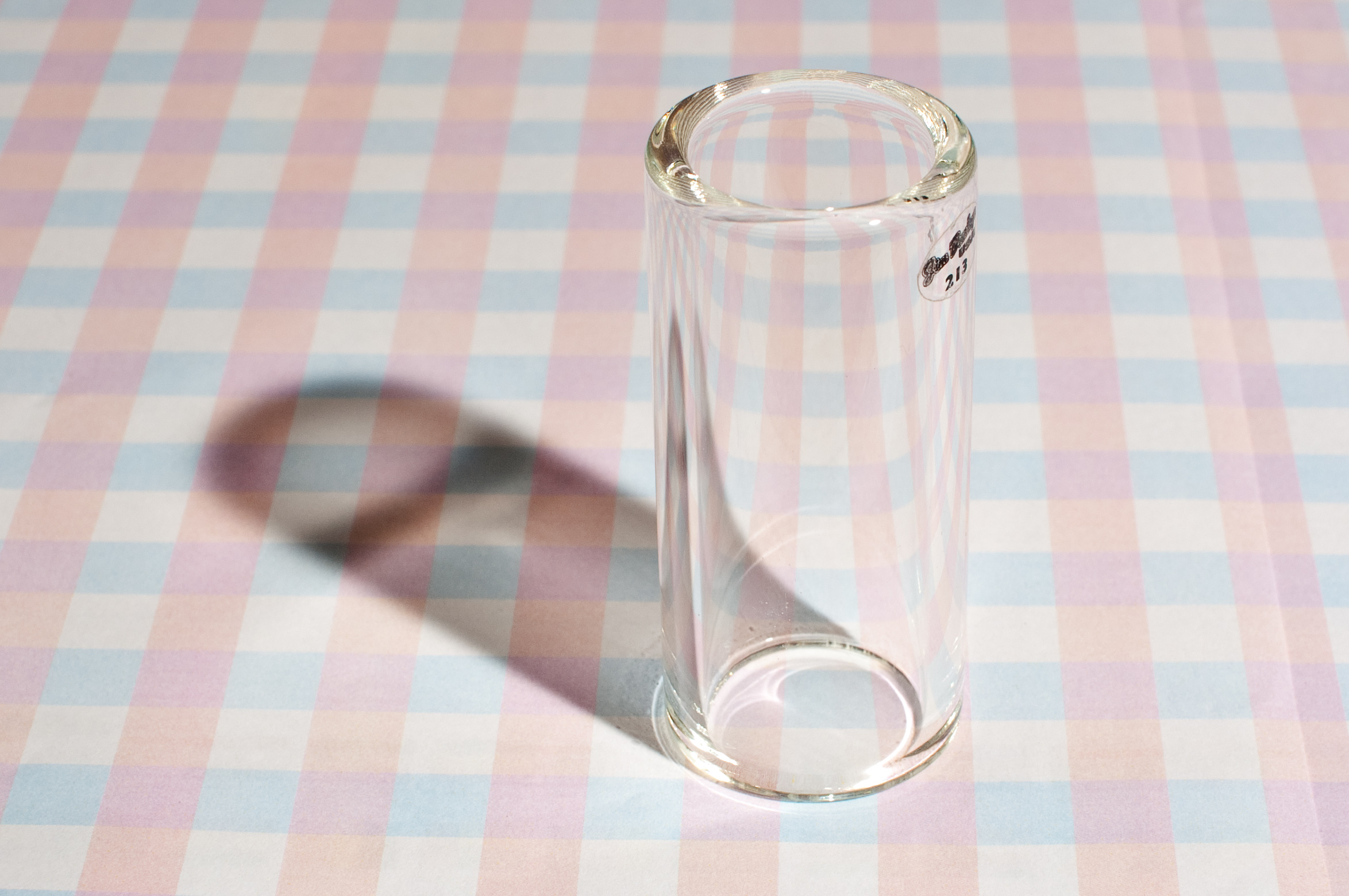
Ngón lướt đàn ghi-ta làm bằng thủy tinh borosilicate

Thủy tinh borosilicate là một loại thủy tinh có silica và bo trioxide là thành phần tạo thành thủy tinh chính. Kính Borosilicate được biết đến với hệ số giãn nở nhiệt rất thấp (~3 × 10−6 K−1 ở 20 °C), làm cho chúng chống sốc nhiệt, nhiều hơn so với bất kỳ loại kính thông thường nào khác. Thủy tinh như vậy ít chịu ứng suất nhiệt và thường được sử dụng để sản xuất các chai thuốc thử. Thủy tinh Borosilicate được bán dưới tên thương mại như Borcam, Borosil, DURAN, Suprax, Simax, BSA 60, BSC 51 (của NIPRO), Heatex, Endural, Schott, Refmex, Kimble, MG(India) và một số mặt hàng (nhưng không phải tất cả) được bán dưới tên thương mại Pyrex.

## Lịch sử
Thủy tinh Borosilicate lần đầu tiên được phát triển bởi nhà sản xuất thủy tinh người Đức Otto Schott vào cuối thế kỷ 19. Otto Schott cũng là người sáng lập Schott AG ngày nay, đã bán kính borosilicate sau đó dưới tên thương hiệu DURAN. Là một phần của việc cắt bớt cổ phần vào năm 2005, Tập đoàn DURAN được thành lập và việc sản xuất Duran đã được chuyển giao cho nó. Sau khi Corning Glass Works giới thiệu Pyrex vào năm 1915, cái tên đã trở thành một từ đồng nghĩa với thủy tinh borosilicate trong thế giới nói tiếng Anh. Tuy nhiên, thủy tinh borosilicate là tên của một gia đình thủy tinh với các thành viên khác nhau phù hợp với mục đích hoàn toàn khác nhau. Phổ biến nhất hiện nay là thủy tinh borosilicate 3.3 như Duran, Pyrex đồ nấu nướng quốc tế, NIPRO BSA 60 và BSC 51.
Nhà sản xuất Châu Âu của Pyrex, Cookware quốc tế  vẫn sử dụng kính borosilicate trong các sản phẩm nhà bếp bằng kính Pyrex của mình, nhưng nhà sản xuất đồ dùng nhà bếp Pyrex của Mỹ hiện đang sử dụng kính cường lực vôi natri cacbonat. Do đó Pyrex có thể đề cập đến thủy tinh vôi natri cacbonat hoặc thủy tinh borosilicate khi thảo luận về đồ thủy tinh trong nhà bếp, trong khi Pyrex, Bomex, Duran, TGI và Simax đều đề cập đến thủy tinh borosilicate khi thảo luận về đồ thủy tinh trong phòng thí nghiệm. Sự khác biệt thực sự là thương hiệu và công ty sở hữu tên Pyrex. Các sản phẩm Corning ban đầu được làm bằng thủy tinh borosilicate đã được đăng ký nhãn hiệu bằng chữ in hoa (PYREX). Khi bộ phận đồ dùng nhà bếp được bán, nhãn hiệu đã được thay đổi thành chữ thường (pyrex) và chuyển sang thủy tinh vôi natri cacbonat giãn nở nhiệt thấp. Phân loại khoa học của Pyrex luôn sử dụng kính borosilicate.
Ngoài thạch anh, natri cacbonat và oxide nhôm theo truyền thống được sử dụng trong chế tạo thủy tinh, bo được sử dụng trong sản xuất thủy tinh borosilicate. Thành phần của thủy tinh borosilicate giãn nở thấp, chẳng hạn như các kính phòng thí nghiệm được đề cập ở trên, là khoảng 80% silica, 13% oxide boric, 4% oxide natri và 2–3% oxide nhôm. Mặc dù khó thực hiện hơn so với thủy tinh truyền thống do cần nhiệt độ nóng chảy cao, nó là kinh tế để sản xuất. Độ bền vượt trội, khả năng chịu hóa chất và nhiệt của nó được sử dụng trong các thiết bị thí nghiệm hóa học, đồ nấu nướng, đèn và trong một số loại cửa sổ nhất định.

## Quá trình sản xuất
Thủy tinh Borosilicate được tạo ra bằng cách kết hợp với nhau và làm tan chảy oxide boric, cát silic, tro soda, và alumina. Bởi vì thủy tinh borosilicate tan chảy ở nhiệt độ cao hơn so với thủy tinh silicat thông thường, một số kỹ thuật mới được yêu cầu cho sản xuất công nghiệp. Quá trình sản xuất phụ thuộc vào hình dạng sản phẩm và có thể được phân biệt giữa các phương pháp khác nhau như nổi, kéo ống hoặc đúc.

## Tính chất vật lý
Loại thủy tinh borosilicate phổ biến được sử dụng cho thủy tinh trong phòng thí nghiệm có hệ số giãn nở nhiệt rất thấp (3.3 × 10−6 K−1), khoảng một phần ba lượng thủy tinh soda-lime thông thường. Điều này làm giảm các ứng suất vật liệu gây ra bởi gradient nhiệt độ, làm cho borosilicate trở thành loại thủy tinh phù hợp hơn cho các ứng dụng nhất định (xem bên dưới). Thạch anh nung chảy thậm chí còn tốt hơn trong khía cạnh này (bằng một phần mười lăm độ giãn nở nhiệt của thủy tinh soda-vôi). Tuy nhiên, khó khăn khi làm việc với thạch anh nóng chảy làm cho thạch anh đắt hơn nhiều, và thủy tinh borosilicate là một sự thỏa hiệp chi phí thấp. Trong khi khả năng chống sốc nhiệt hơn các loại kính khác, thủy tinh borosilicate vẫn có thể nứt hoặc vỡ khi bị biến đổi nhiệt độ nhanh hoặc không đồng đều.
Trong số các đặc tính đặc trưng của họ thủy tinh này là:
- Kính borosilicate khác nhau bao gồm một loạt các độ giãn nở nhiệt khác nhau, cho phép liên kết trực tiếp với các kim loại và hợp kim khác nhau như thủy tinh [molybdum] với CTE 4,6, wolfram với CTE khoảng 4,0 và Kovar với CTE khoảng 5,0 vì CTE khớp với đối tác liên kết
- Cho phép nhiệt độ tối đa cao thường khoảng 500 °C (932 °F)
- Cho thấy khả năng kháng hóa chất cực cao trong môi trường ăn mòn. Các phép thử độ chuẩn ví dụ về tính kháng acid tạo ra các điều kiện khắc nghiệt và cho thấy các tác động rất thấp trên thủy tinh

Điểm làm mềm (nhiệt độ mà độ nhớt xấp xỉ 107.6 poise) của loại 7740 Pyrex là 820 °C (1.510 °F).
Thủy tinh Borosilicate ít đậm đặc hơn (khoảng 2.23 g/cm³) so với thủy tinh soda-vôi điển hình do khối lượng nguyên tử thấp của boron.
Sự chênh lệch nhiệt độ mà thủy tinh borosilicate có thể chịu được trước khi nứt vỡ là khoảng 165 °C (329 °F). Điều này so với thủy tinh vôi soda thì tốt hơn vì thủy tinh soda vôi chỉ có thể chịu được thay đổi nhiệt độ khoảng 37 °C (99 °F) và là lý do tại sao các đồ dùng nhà bếp điển hình làm từ thủy tinh soda-vôi truyền thống sẽ vỡ nếu một bình chứa nước sôi được đặt trên băng, nhưng Pyrex hoặc kính thủy tinh borosilicate khác sẽ không vỡ.
Trong quang học, kính borosilicate là thủy tinh crao với độ phân tán thấp (chỉ số Abbe khoảng 65) và các chiết suất tương đối thấp (1,51–1,54 trong phạm vi nhìn thấy được).

### Các họ kính
Để phân loại, thủy tinh borosilicate có thể được bố trí gần như trong các nhóm sau, theo thành phần oxide của chúng (trong phần khối lượng). Đặc trưng của kính borosilicate là sự hiện diện của một lượng đáng kể silica (SiO2) và oxide boric (B2O3, >8%) để tạo lưới thủy tinh. Lượng oxide boric ảnh hưởng đến tính chất thủy tinh theo một cách cụ thể. Ngoài các loại kháng cao (B2O3 tối đa 13%), có những loại khác - do trong đó oxide boric được kết hợp vào mạng cấu trúc theo cách khác - chỉ có sức đề kháng hóa chất thấp (B2O3 nội dung trên 15%). Do đó chúng tôi phân biệt giữa các loại phụ sau đây.

#### Thủy tinh borosilicat không kiềm thổ (thủy tinh borosilicate 3.3)
Hàm lượng B2O3 cho thủy tinh borosilicate thường là 12-13% và hàm lượng SiO2 trên 80%. Độ bền hóa học cao và giãn nở nhiệt thấp (3.3 × 10−6 K−1) – thấp nhất trong số tất cả các loại kính thương mại cho các ứng dụng kỹ thuật quy mô lớn - làm cho nó trở thành vật liệu thủy tinh đa năng. Kính phẳng borosilicate cao cấp được sử dụng trong nhiều ngành công nghiệp, chủ yếu cho các ứng dụng kỹ thuật yêu cầu khả năng chịu nhiệt tốt, độ bền hóa học tuyệt vời hoặc truyền ánh sáng cao kết hợp với chất lượng bề mặt nguyên sơ. Các ứng dụng điển hình khác cho các dạng thủy tinh borosilicate khác nhau bao gồm ống thủy tinh, ống thủy tinh, hộp thủy tinh, vv đặc biệt cho ngành công nghiệp hóa chất.

#### Kính borosilicate chứa kiềm
Ngoài 75% SiO2 và 8–12% B2O3, loại thủy tinh này chứa đến 5% kiềm thổ và alumina (Al2O3). Đây là một loại thủy tinh borosilicate mềm hơn một chút, giãn nở nhiệt trong phạm vi (4.0–5.0) × 10−6 K−1.

#### Kính borosilicate borat cao
Kính chứa 15–25% B2O3, 65–70% SiO2, và một lượng nhỏ chất kiềm và Al2O3 khi các thành phần bổ sung có điểm làm mềm thấp và giãn nở nhiệt thấp. Khả năng bịt kín kim loại trong phạm vi mở rộng của wolfram và molypden và cách điện cao là những tính năng quan trọng nhất của chúng. Sự gia tăng hàm lượng B2O3 làm giảm khả năng chống hóa chất; về mặt này, kính borosilicate borat cao khác với kính borosilicate không kiềm và kiềm thổ. Trong số này cũng có kính borosilicate chuyển ánh sáng UV xuống 180 nm, kết hợp tốt nhất của thủy tinh borosilicate và thế giới thạch anh.

## Sử dụng
Thủy tinh Borosilicate có nhiều ứng dụng khác nhau, từ dụng cụ nấu nướng đến thiết bị phòng thí nghiệm, cũng như một thành phần của các sản phẩm chất lượng cao như thiết bị y tế cấy ghép và thiết bị được sử dụng trong thăm dò vũ trụ.

### Sức khỏe và khoa học

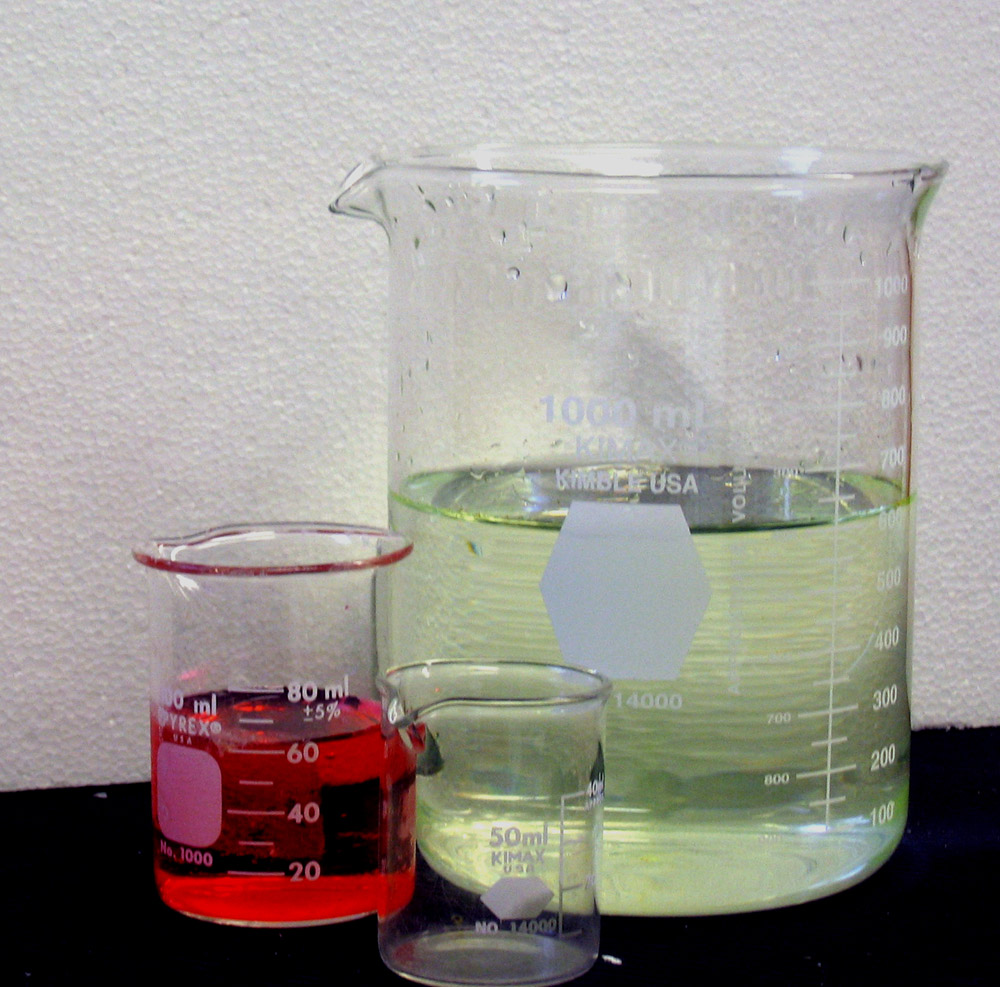
Borosilicate beakers

Hầu như tất cả các loại thủy tinh trong phòng thí nghiệm hiện đại đều được làm bằng thủy tinh borosilicate. Nó được sử dụng rộng rãi trong ứng dụng này do khả năng chịu hóa chất và nhiệt của nó và độ rõ quang học tốt, nhưng thủy tinh có thể phản ứng với natri hydride khi nung nóng để tạo ra natri borohydride, một tác nhân khử phòng thí nghiệm thông thường. Thạch anh nung chảy cũng được tìm thấy trong một số thiết bị trong phòng thí nghiệm khi cần có điểm nóng chảy cao hơn và truyền tia cực tím (ví dụ: ống lót lò và cuvet UV), nhưng chi phí cao và khó khăn khi làm việc với thạch anh khiến nó quá đắt với đa số các thiết bị phòng thí nghiệm.
Ngoài ra, ống borosilicate được sử dụng làm nguyên liệu để sản xuất bao bì thuốc tiêm, chẳng hạn như lọ và ống tiêm rút thuốc trước, cũng như vỏ và hộp nha khoa. độ bền hóa học của thủy tinh borosilicate giảm thiểu sự di chuyển của các ion natri từ ma trận thủy tinh, do đó làm cho nó phù hợp cho các ứng dụng thuốc tiêm. Loại kính này thường được gọi là USP / EP JP Type I.
Borosilicate được sử dụng rộng rãi trong các thiết bị y tế cấy ghép như mắt giả, khớp hông nhân tạo, xi măng xương, vật liệu tổng hợp nha khoa (chất trám trắng)) và ngay cả trong cấy ghép vú.
Nhiều thiết bị cấy ghép được hưởng lợi từ những ưu điểm độc đáo của đóng gói thủy tinh borosilicate. Ứng dụng bao gồm các thiết bị theo dõi thú y, thuốc an thần để điều trị bệnh động kinh, máy bơm ma túy cấy ghép, cấy ghép ốc tai điện tử và cảm biến sinh lý.

### Thiết bị điện tử
Vào giữa thế kỷ XX, ống thủy tinh borosilicate được sử dụng cho các chất làm nguội đường ống (thường là nước cất) thông qua các thiết bị điện tử dựa trên ống chân không công suất cao, chẳng hạn như các máy phát quảng bá thương mại.
Kính thủy tinh borosilicate cũng có một ứng dụng trong ngành công nghiệp bán dẫn trong việc phát triển các hệ thống vi cơ điện (MEMS), như một phần của các đĩa silicon được khắc được kết dính vào kính borosilicate khắc.

### Dụng cụ nấu ăn

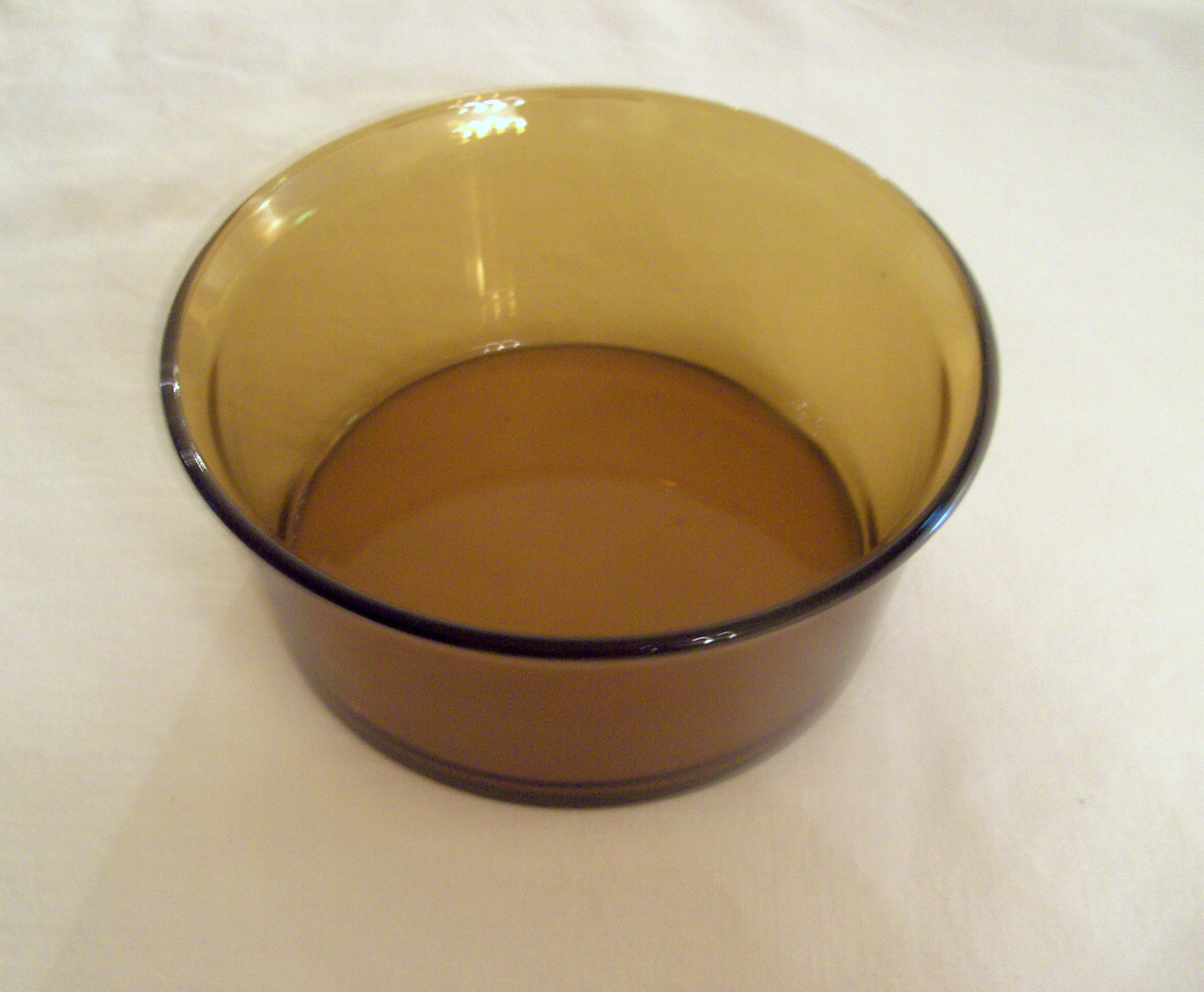
Dụng cụ nướng của Arc International

Dụng cụ nấu bằng thủy tinh là một cách sử dụng phổ biến khác. Thủy tinh borosilicate được sử dụng để đo ly, có các dấu hiệu in trên màn hình cung cấp các phép đo chia độ. Thủy tinh Borosilicate đôi khi được sử dụng cho đồ thủy tinh đựng nước giải khát chất lượng cao. Thủy tinh Borosilicate mỏng và bền, an toàn khi dùng với lò vi sóng và máy rửa chén.

### Ứng dụng chiếu sáng
Nhiều đèn pin chất lượng cao sử dụng kính borosilicate cho ống kính. Điều này làm tăng độ truyền ánh sáng qua ống kính so với nhựa và thủy tinh chất lượng thấp hơn.
Một số loại đèn phóng điện cường độ cao (HID), chẳng hạn như đèn thủy ngân và hơi-halogen, sử dụng thủy tinh borosilicate làm vật liệu bao ngoài.
Kỹ thuật tạo hình thủy tinh mới dẫn đến các ứng dụng nghệ thuật như bi thủy tinh đương đại. Phong trào kính điêu khắc hiện đại đã phản ứng với màu sắc. Borosilicate thường được sử dụng trong các hình thức thổi thủy tinh và các nghệ sĩ tạo ra một loạt các sản phẩm như đồ trang sức, đồ dùng nhà bếp, điêu khắc, cũng như cho ống hút thuốc thủy tinh nghệ thuật.
Các nhà sản xuất thiết bị chiếu sáng sử dụng kính borosilicate trong các thấu kính của họ.
Diode phát quang hữu cơ (cho mục đích hiển thị và chiếu sáng) cũng sử dụng kính borosilicate (BK7). Độ dày của chất nền thủy tinh BK7 thường nhỏ hơn 1 milimet khi chế tạo OLED. Do đặc điểm quang học và cơ học của nó liên quan đến chi phí, BK7 là một chất nền phổ biến trong OLED. Tuy nhiên, tùy thuộc vào ứng dụng, chất nền thủy tinh soda vôi có độ dày tương tự cũng được sử dụng trong chế tạo OLED.

### Quang học
Hầu hết các kính thiên văn phản xạ trong thiên văn học  sử dụng các bộ phận gương thủy tinh làm bằng thủy tinh borosilicate vì hệ số giãn nở nhiệt thấp. Điều này làm cho các bề mặt quang học rất chính xác, thay đổi rất ít với nhiệt độ, và các bộ phận gương kính phù hợp với việc  "theo dõi" khi thay đổi nhiệt độ và giữ lại các đặc tính của hệ thống quang học.
Kính quang học thường được sử dụng để chế tạo ống kính dụng cụ là Schott BK-7 (hoặc tương đương với các nhà sản xuất khác), một loại thủy tinh crao  borosilicate rất mịn. Nó cũng được chỉ định là thủy tinh 517642 sau chỉ số khúc xạ 1,517 và số Abbe 64,2. Kính borosilicate ít tốn kém hơn, chẳng hạn như Schott B270 hoặc tương đương, được sử dụng để làm cho kính mắt kính "thủy tinh crao". Thủy tinh borosilicate chi phí thấp hơn bình thường, như được sử dụng để chế tạo đồ dùng nhà bếp và thậm chí gương phản chiếu kính viễn vọng, không thể sử dụng cho các ống kính chất lượng cao vì các vết khía và bao thể thường gặp ở các loại kính này. Nhiệt độ làm việc tối đa là 268 °C (514 °F).  Trong khi nhiệt độ hóa lỏng là 288 °C (550 °F) (ngay trước khi nó chuyển sang màu đỏ nóng), nó không thể gia công cho đến khi nó chạm đến 538 °C (1.000 °F). Điều đó có nghĩa là để sản xuất công nghiệp loại thủy tinh này thì cần phải sử dụng ngọn đuốc oxy/nhiên liệu. Người thổi thủy tinh đã mượn công nghệ và kỹ thuật từ thợ hàn.

### Tạo mẫu nhanh
Thủy tinh Borosilicate đã trở thành vật liệu được lựa chọn cho mô hình lắng đọng nóng chảy (FDM), hoặc chế tạo sợi nóng chảy (FFF), xây dựng các tấm. Hệ số giãn nở thấp của nó làm cho thủy tinh borosilicate khi được sử dụng kết hợp với các tấm và tấm chịu nhiệt, một vật liệu lý tưởng cho bàn in được gia nhiệt nơi vật liệu nhựa được ép đùn từng lớp tại mỗi thời điểm. Lớp đầu tiên của xây dựng phải được đặt lên một bề mặt phẳng, làm nóng đáng kể để giảm thiểu co rút của một số vật liệu in (ABS, polycacbonat, polyamide, vv) do làm mát sau khi lắng đọng. Các tấm xây dựng sẽ chu kỳ từ nhiệt độ phòng đến giữa 100 °C và 130 °C cho mỗi nguyên mẫu được xây dựng. Nhiệt độ với các lớp phủ khác nhau (băng Kapton, băng họa sĩ, keo xịt tóc, keo dính, vữa ABS + axeton, vv), đảm bảo rằng lớp đầu tiên có thể bám dính và vẫn dính vào bàn, không bị cong vênh, vì lớp đầu tiên và sau đó được làm mát sau khi đùn. Sau đó, trong quá trình xây dựng, các yếu tố làm nóng và tấm được phép làm mát. Ứng suất dư do tạo thành khi nhựa co rút khi nguội đi, trong khi kích thước thủy tinh vẫn tương đối không đổi do hệ số giãn nở nhiệt thấp, giúp thuận tiện trong việc loại bỏ nhựa bám dính cơ học khỏi tấm xây dựng. Trong một số trường hợp, các chi tiết sẽ tự tách rời khi các ứng suất phát triển vượt qua liên kết kết dính của vật liệu xây dựng với vật liệu phủ và tấm nền.

### Ứng dụng khác
Máy sưởi dưới nước đôi khi được làm bằng thủy tinh borosilicate. Do khả năng chịu nhiệt cao, nó có thể chịu được sự chênh lệch nhiệt độ đáng kể giữa nước và phần tử làm nóng nichrome.
Ống hút thủy tinh đặc biệt cho cần sa và thuốc lá được làm từ thủy tinh borosilicate. Khả năng chịu nhiệt cao làm cho các đường ống bền hơn. Một số tổ chức giảm thiểu tác hại cũng đưa ra các ống borosilicate nhằm hút ma túy đá, vì khả năng chịu nhiệt ngăn không cho kính bị nứt, gây ra vết cắt và vết bỏng có thể lây lan viêm gan C.
Hầu hết các ngón lướt guitar thủy tinh được sản xuất trước cũng được làm bằng thủy tinh borosilicate.
Borosilicate cũng là một vật liệu được lựa chọn cho công nghệ nhiệt mặt trời ống sơ tán, vì sức bền và khả năng chịu nhiệt cao của nó.
Các tấm cách nhiệt trên tàu con thoi được bọc bằng thủy tinh borosilicate.
Kính borosilicate được sử dụng để cố định và xử lý chất thải phóng xạ. Ở hầu hết các nước, chất thải phóng xạ ở mức độ cao đã được kết hợp thành các dạng chất thải borosilicate kiềm hoặc phosphat trong nhiều năm, và quá trình thủy tinh hóa là một công nghệ được thiết lập. Quá trình thủy tinh hóa là một con đường cố định đặc biệt hấp dẫn vì độ bền hóa học cao của sản phẩm thủy tinh hóa. Đặc tính này đã được sử dụng trong công nghiệp trong nhiều thế kỷ. Độ bền hóa học của thủy tinh có thể cho phép nó tồn tại trong môi trường ăn mòn cho hàng ngàn và thậm chí hàng triệu năm.
Ống thủy tinh Borosilicate được sử dụng trong các đầu phun mỏ hàn TIG chuyên dụng thay cho đầu phun nhôm oxide tiêu chuẩn. Điều này cho phép một cái nhìn rõ ràng của vòng cung trong các tình huống mà khả năng quan sát bị hạn chế.

## Tên thương mại
Thủy tinh Borosilicate được cung cấp trong các chế phẩm hơi khác nhau dưới các tên thương mại khác nhau:
- Borofloat của Schott AG, một thủy tinh borosilicate, được sản xuất cho thủy tinh phẳng trong một quá trình nổi.
- BK7 của Schott, một thủy tinh borosilicate có độ tinh khiết cao. Sử dụng chính trong ống kính và gương cho laser, máy ảnh và kính viễn vọng.
- Duran của DURAN Group, tương tự như Pyrex, Simax hoặc Jenaer Glas.
- Fiolax của Schott, chủ yếu được sử dụng cho các container cho các ứng dụng dược phẩm.
- Ilmabor của TGI (de) (2014 phá sản), chủ yếu được sử dụng cho bình chứa và thiết bị trong phòng thí nghiệm và y tế.
- Jenaer Glas của Zwiesel Kristallglas, trước đây là Schott AG. Chủ yếu được sử dụng cho đồ dùng nhà bếp.
- Pyrex của Arc International Cookware, trước đây là Corning. Chủ yếu được sử dụng cho đồ dùng nhà bếp
- Rasotherm của VEB Jenaer Glaswerk Schott & Genossen, cho kính kỹ thuật
- Simax của Kavalierglass a.s.
- Willow Glass là một loại thủy tinh borosilicate tự do, mỏng và dẻo kiềm của Corning

## Hạt nano Borosilicate
Ban đầu, người ta cho rằng thủy tinh borosilicate không thể hình thành thành các hạt nano, vì tiền chất oxide boron không ổn định ngăn cản sự hình thành thành công của các hình dạng này. Tuy nhiên, trong năm 2008, một nhóm các nhà nghiên cứu từ Viện Công nghệ Liên bang Thụy Sĩ tại Lausanne đã thành công trong việc hình thành các hạt nano borosilicate có đường kính từ 100 đến 500 nanomet. Các nhà nghiên cứu đã hình thành một loại gel tetraethylorthosilicate và trimethoxyboroxine. Khi gel này được tiếp xúc với nước trong điều kiện thích hợp, một phản ứng năng động sẽ dẫn đến kết quả trong các hạt nano.

## Trong tạo hình thủy tinh
Borosilicate (hoặc cũng thường được gọi là "boro") được sử dụng rộng rãi trong quá trình thổi tạo hình thủy tinh; người thợ thủy tinh sử dụng một mỏ đốt để tan chảy và tạo thành thủy tinh, sử dụng nhiều công cụ kim loại và than chì để định hình nó. Borosilicate được gọi là "thủy tinh cứng" và có điểm nóng chảy cao hơn (khoảng 3.000 °F / 1648 °C) so với "thủy tinh mềm", được ưu tiên cho thổi thủy tinh bởi các nhà sản xuất hạt. Thủy tinh thô được sử dụng trong tạo hình thủy tinh có trong các thanh thủy tinh để gia công rắn và ống thủy tinh cho gia công rỗng các bình / thùng chứa. Tạo hình thủy tinh được sử dụng để chế tạo các thiết bị khoa học phức tạp và tùy chỉnh; hầu hết các trường đại học lớn đều có một xưởng tạo hình thủy tinh để sản xuất và sửa chữa đồ thủy tinh của họ. Đối với loại "thủy tinh khoa học" này, các thông số kỹ thuật phải chính xác và người thổi thủy tinh phải có kỹ năng cao và có thể làm việc với độ chính xác cao. Tạo hình thủy tinh cũng được sử dụng trong nghệ thuật, và các mặt hàng phổ biến được thực hiện bao gồm ly, trọng lượng giấy, đường ống, mặt dây, tác phẩm và bức tượng nhỏ.
Năm 1968, nhà luyện kim người Anh John Burton đã mang sở thích của ông về các oxide kim loại trộn tay vào thủy tinh borosilicate đến Los Angeles. Burton đã bắt đầu một hội thảo kính tại trường Cao đẳng Pepperdine, với người hướng dẫn Margaret Youd. Một vài học sinh trong lớp, bao gồm Suellen Fowler, đã khám phá ra rằng một sự kết hợp đặc biệt của các oxide tạo thành một ly sẽ chuyển từ màu hổ phách sang màu tím và xanh, tùy thuộc vào nhiệt độ và khí quyển của ngọn lửa. Fowler đã chia sẻ sự kết hợp này với Paul Trautman, người đã xây dựng công thức nấu borosilicate màu nhỏ đầu tiên. Sau đó, ông thành lập Northstar Glassworks vào giữa những năm 1980, nhà máy đầu tiên chỉ dành riêng cho sản xuất các thanh và ống thủy tinh borosilicate màu để sử dụng bởi các nghệ sĩ trong ngọn lửa. Trautman cũng đã phát triển các kỹ thuật và công nghệ để tạo ra boro màu nhỏ được sử dụng bởi một số công ty tương tự.

### Tạo hạt
Trong những năm gần đây, với sự hồi sinh của việc tạo hình thủy tinh như một kỹ thuật chế tạo hạt thủy tinh thủ công, borosilicate đã trở thành vật liệu phổ biến trong nhiều xưởng chế tác của các nghệ sĩ thủy tinh. Borosilicate cho tạo hạt từ các que mỏng giống như bút chì. Glass Alchemy, Trautman Art Glass và Northstar là những nhà sản xuất nổi tiếng, mặc dù còn có những thương hiệu khác. Các kim loại được sử dụng để tạo màu cho thủy tinh borosilicate, đặc biệt là bạc, thường tạo ra kết quả nổi bật và không thể đoán trước khi làm móng chảy trong ngọn đuốc khí oxy. Bởi vì nó có khả năng chống sốc mạnh hơn kính mềm, borosilicate đặc biệt thích hợp cho việc chế tạo đường ống, cũng như các hình điêu khắc và tạo ra các hạt lớn. Các công cụ được sử dụng để chế tạo hạt thủy tinh từ thủy tinh borosilicate cũng giống như các công cụ được sử dụng để chế tạo hạt thủy tinh từ thủy tinh mềm.